# Hildebrecht Braun
Hildebrecht Braun (* 23. Juni 1944 in Neuendettelsau) ist ein deutscher Politiker der Freien Demokratischen Partei (FDP) und ehemaliges Mitglied des Deutschen Bundestages.

## Leben
Während seiner Schulzeit besuchte er das Johann-Sebastian-Bach-Gymnasium in Windsbach und war während dieser Zeit Austauschschüler in Dayton im US-Bundesstaat Ohio. Nach der Schulzeit absolvierte er von 1965 bis 1970 ein Studium der Rechtswissenschaften an der Ludwig-Maximilians-Universität in München. Dort legte er 1975 seine zweite juristische Staatsprüfung ab. Seit 1976 ist er als Rechtsanwalt in der bayerischen Landeshauptstadt zugelassen. In den Jahren 1976 bis 1981 war er bei einer Münchener Versicherung tätig und dort fünf Jahre als stellvertretendes Vorstandsmitglied bzw. Vorstandsmitglied beschäftigt.

## Politik
1964 wurde Hildebrecht Braun Mitglied der FDP Bayern. Er war von 1969 bis 1990 Mitglied im Vorstand der FDP München und von 1971 bis 1972 Fraktionsgeschäftsführer seiner Partei im Bayerischen Landtag. Seit 1991 ist er zudem Mitglied des Bayerischen Landesvorstands und seit 1991 Mitglied des Bundesfachausschusses Wohnungsbau und Städtebau. 1996 wurde er zum Vorsitzenden des Kreisverbandes Augsburg gewählt. Er leitet den FDP-Landesfachausschuss Außen-, Europa- und Sicherheitspolitik.
Auf kommunalpolitischer Ebene war er von 1970 bis 1974 Mitglied des Bezirkstages von Oberbayern und von 1988 bis 1994 Mitglied des Stadtrats von München.
Vom 10. November 1994 bis 17. Oktober 2002 war er für zwei Wahlperioden Mitglied des Deutschen Bundestages. Er wurde über die Landesliste der FDP in Bayern im Wahlkreis Augsburg-Stadt gewählt. Im Bundestag war für seine Fraktion in der 13. Wahlperiode von 1994 bis 1998 wohnungspolitischer Sprecher. Innerhalb des Parlaments war er ab 1998 Vorsitzender der Kommission zur Wahrnehmung der Belange der Kinder.
Während seiner Zeit als Abgeordneter im Bundestag machte er auch mit Pöbeleien auf sich aufmerksam. So beschimpfte er in einer Debatte über den Atomausstieg im Dezember 2001 den damaligen Umweltminister Jürgen Trittin als „Bin Laden“. Er wurde daraufhin von der Bundestagsvizepräsidentin Antje Vollmer gerügt, da sie in dem Vergleich mit einem „gesuchten Verbrecher“ eine Verletzung von Trittins Persönlichkeitsrechten sah.
Am 29. November 2008 unterlag er auf dem FDP-Landesparteitag der Münchener FDP-Stadträtin Nadja Hirsch bei einer Stichwahl mit 187 zu 140 Stimmen für einen Listenplatz zur Europawahl. Er selbst konnte den zweiten Platz in einer weiteren Stichwahl für sich entscheiden.